# Zadobarje
Zadobarje – wieś w Chorwacji, w żupanii karlowackiej, w mieście Karlovac. W 2011 roku liczyła 373 mieszkańców.